# Kanibalizacja (technika)
Kanibalizacja – w technice proces polegający na pozyskiwaniu części zamiennych z uszkodzonych lub nieużytkowanych maszyn, stosowany w celu naprawy nieprodukowanych już urządzeń lub utylizacji rozbitych samochodów lub samolotów (np. w czasie wojny). Jest zaliczana do procesów odzysku. Występuje w polskim lotnictwie wojskowym, gdzie części pobiera się z niesprawnych statków powietrznych. MON rozważało w 2019 kanibalizację czołgów T-72. Turecka armia kanibalizuje czołgi Leopard 2A4.
Kanibalizacja bywa także stosowana w okrętownictwie. Jako przykład można tutaj podać okręty podwodne typu Kobben, z których Polska Marynarka Wojenna nabyła cztery okręty jako jednostki bojowe, a piątą jako magazyn części. Podobnie postąpiła Marynarka Wojenna Singapuru, która zakupiła szwedzkie okręty podwodne typu A-11B, z czego cztery zostały nabyte jako jednostki bojowe, a piąta („Sjöbjornen”) w celu kanibalizacji. W Royal Navy HMS „Eagle” był magazynem części zamiennych dla HMS „Ark Royal” – „Eagle” wycofano ze służby, ale pozostawał w rezerwie jako magazyn części dla pozostającego w służbie „Ark Royal”.